# ND Stevenson

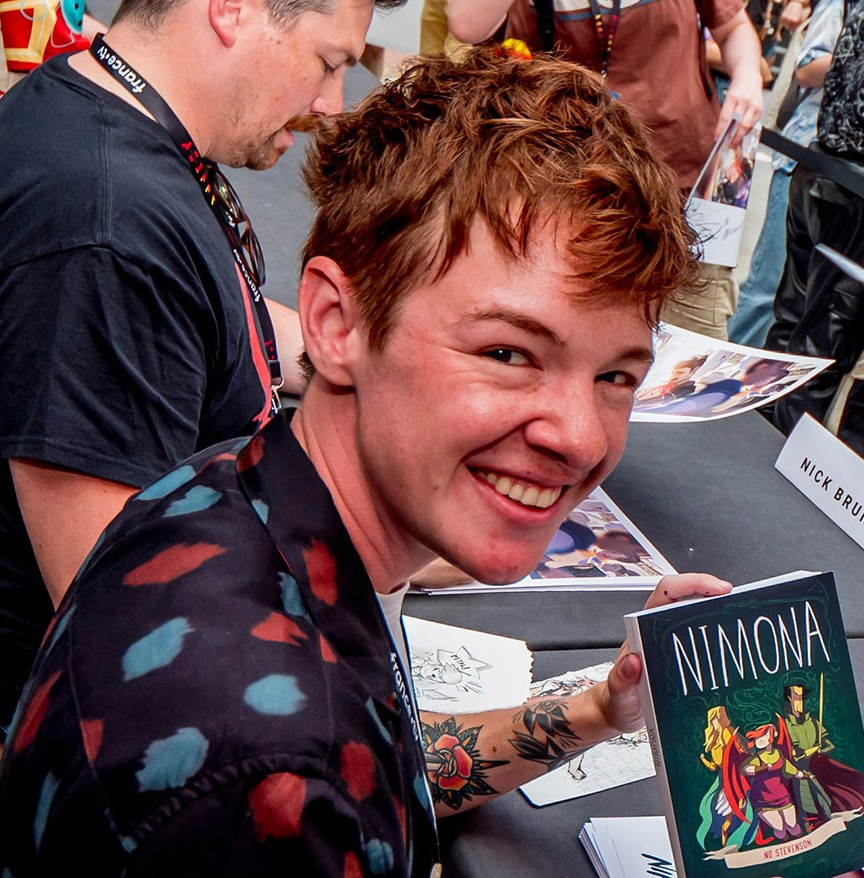
ND Stevenson im Juni 2023 beim Festival d’Animation Annecy

Nate Diana Stevenson, beruflich abgekürzt als ND Stevenson (geb. 31. Dezember 1991 in Columbia), ist ein nichtbinärer US-amerikanischer Comiczeichner, Drehbuchautor und Zeichentrickproduzent. Stevenson wurde als Co-Autor der Comicreihe Lumberjanes und Erfinder des Webcomics Nimona bekannt, für die er mit dem Eisner Award ausgezeichnet wurde. Von 2018 bis 2020 fungierte er zudem für die auf Netflix ausgestrahlte DreamWorks-Animation-Serie She-Ra und die Rebellen-Prinzessinnen, die er auch erdachte, als Drehbuchautor, Sprecher, Showrunner und ausführender Produzent.

## Leben
Stevenson wuchs in Columbia im US-Bundesstaat South Carolina mit jeweils zwei älteren und jüngeren Brüdern und Schwestern in einem laut eigener Aussage religiös-konservativen Haushalt auf. Er erhielt bis zu seinem 15. Lebensjahr Hausunterricht und besuchte anschließend die öffentliche A.C. Flora High School in Forest Acres. In seinem letzten Schuljahr dort fertigte Stevenson mehrere Bilderbücher an und gewann bei einem Literaturfestival im Richland County eine Auszeichnung in der Kategorie Visuelle Literatur.
Stevenson studierte nach seinem High-School-Abschluss am Maryland Institute College of Art Illustration. Während seines ersten Jahres erdachte er für eine Hausarbeit die Figur Nimona, die er später als Protagonistin in einem gleichnamigen Science-Fantasy-Webcomic verwendete. Zudem war eine Abenteuer-Geschichte mit Nimona auch Stevensons Abschlussarbeit im Jahr 2012.
 Persönliches
Stevenson ist seit 2019 mit der Comic-Zeichnerin und -autorin Molly Ostertag verheiratet, mit der er in Los Angeles lebt.
Im Juli 2020 erklärte Stevenson anlässlich des Internationalen Tags der nichtbinären Menschen auf seinem offiziellen Twitter-Account sein Coming-out als nichtbinäre Person, beanspruchte damals aber nicht unbedingt das geschlechtsneutrale Pronomen they, wie es bei nichtbinären Personen im englischsprachigen Raum üblich ist, sondern verwendete laut eigener Aussage alle Pronomen, ohne eine Präferenz zu haben. Im November veröffentlichte Stevenson den Webcomic The weight of them über seine geschlechtsangleichende Operation am Oberkörper.
Im März 2021 gab Stevenson anlässlich des Internationalen Tags für trans* Sichtbarkeit auf Twitter bekannt, sowohl bigender (steter Wechsel zwischen männlich und weiblich) als auch transmaskulin (Personen mit nicht-männlichem Geburtsgeschlecht, die sich eher maskulin als feminin identifizieren) zu sein. Ab August verwendeten Comic- und LGBT-Publikationen erstmals im Bezug auf Stevenson den Vornamen ND. Stevenson selbst bestätigte den Namenswechsel im Oktober in einem Webcomic. Er benutze aufgrund seiner Geschlechtsidentität nicht mehr seinen Geburtsnamen, sondern bevorzuge den geschlechtsneutralen ND. In Medienberichten über Stevenson wird seitdem vermehrt dieser neue Name verwendet.
Im Juni 2022 gab Stevenson in einem weiteren Webcomic bekannt, bereits seit einem Jahr privat den Namen Nate zu benutzen. Er identifiziere sich weiterhin als nichtbinär, habe sich jedoch entschieden, für die Interaktion mit der Gesellschaft, in der ein binäres Verständnis von Geschlecht vorherrsche, einen typisch männlichen Namen und die maskulinen Pronomen he/him („er/ihm“) zu benutzen. Als Hommage an seine Geschlechtsidentität und die Namen seiner Geschwister werde er auch weiterhin seinen zweiten, weiblichen Vornamen Diana tragen. Beruflich verwendet Stevenson immer noch die Initialen ND.

## Karriere
Während seines Studiums begann Stevenson, unter dem Pseudonym gingerhaze auf seinem Tumblr-Blog Fan-Art von Charakteren aus Doctor Who und Der Herr der Ringe im Hipster-Stil zu veröffentlichen, die sich im Internet zu einer recht großen Beliebtheit verbreitete. Zu dieser Zeit entwarf er auch den Einband des Romans Fangirl der Kinderbuch-Autorin Rainbow Rowell. Im Sommer 2012 machte Stevenson ein Praktikum bei BOOM! Studios, einem Comic-Verlag in Los Angeles. Nach seinem Abschluss 2013 kehrte Stevenson zu BOOM! Studios zurück und half bei der Entwicklung der Comicreihe Lumberjanes mit, in der es um fünf Mädchen geht, die im Sommer in einem Pfadfinderinnen-Camp mit übernatürlichen Ereignissen und Kreaturen konfrontiert werden. Stevenson verfasste auch gemeinsam mit drei Kolleginnen die Texte der Reihe, die seit 2014 erfolgreich veröffentlicht wird, zog sich allerdings 2015 von der Arbeit an dieser zurück, nachdem er zusammen mit seinen Kolleginnen für die Reihe zwei Eisner Awards in den Kategorien Beste neue Reihe und Beste Veröffentlichung für Jugendliche erhalten hatte.

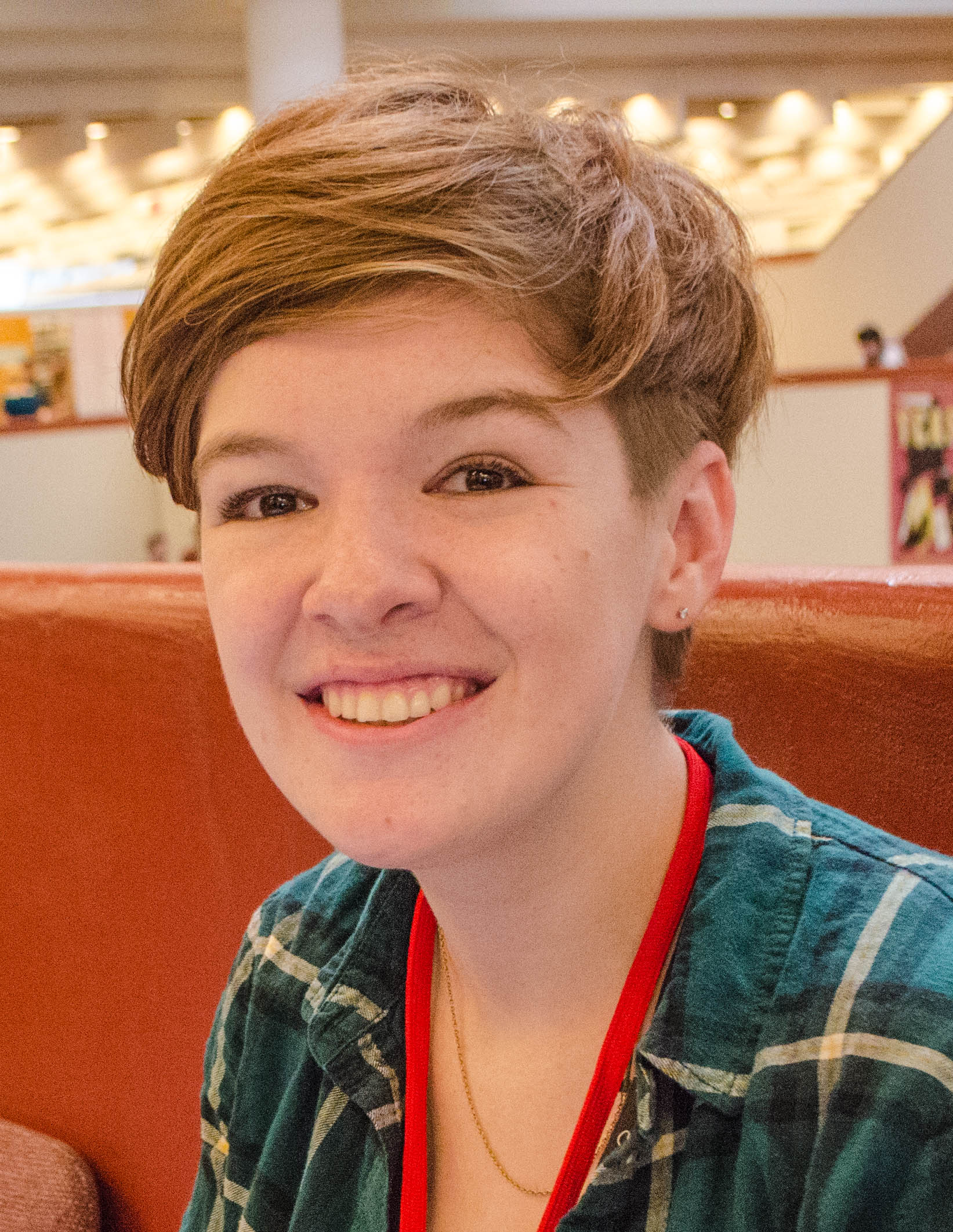
Nate Stevenson auf dem Toronto Comic Arts Festival 2015

2015 veröffentlichte HarperCollins Nimona als Graphic Novel. Stevenson hatte bereits 2012 erstmals Geschichten über die Figur als Webcomic veröffentlicht. Nimona ist eine junge, ungestüme Gestaltenwandlerin und Sidekick des Schurken Lord Ballister Blackheart, einem verrückten Wissenschaftler. Kurz nach der Veröffentlichung der ersten Geschichten wurde ein Literatur-Agent auf Stevensons Werk aufmerksam, der ihn unter Vertrag nahm. Für Nimona erhielt Stevenson unter anderem erneut einen Eisner Award in der Sparte Beste Graphic Novel: Nachdruck. Für die Graphic Novel-Version war Stevenson 2015 zudem der bisher jüngste Finalist beim National Book Award.
Neben seiner Arbeit an Lumberjanes und Nimona war Stevenson auch freier Illustrator für die Verlage Random House und St. Martin’s Press sowie der Zeitschrift Label Magazine. Zudem entwarf er das Cover des durch Kickstarter finanzierten Projekt To Be or Not to Be des Künstlers Ryan North. Bei diesem handelt es sich um ein auf Hamlet basierendes Spielbuch. 2015 war er auch als Autor bei einigen Ausgaben von Thor, Runaways und Wonder Woman tätig. Des Weiteren war er seit demselben Jahr beziehungsweise der zweiten Staffel der Disney-XD-Serie Sie nannten ihn Wander Mitglied des Autorenstabs.
Im Jahr 2016 bot Stevenson Netflix seine Idee zu einem Reboot der Filmation-Serie She-Ra aus den 1980er Jahren mit dem Titel She-Ra und die Rebellen-Prinzessinnen an, die ihre Premiere am 13. November 2018 feierte. Eigentlich war zunächst nur eine Staffel geplant, allerdings hatte der Autorenstab laut Stevenson im Jahr 2018 vier Handlungs-Narrative fertig gestellt. Die fünfte und letzte Staffel der 52 Folgen umfassenden Produktion wurde am 15. Mai 2020 erstausgestrahlt. Die Serie handelt von der jungen, etwas weltfremden und naiven Adora, die feststellt, dass sie in der Horde, dem Militär des Tyrannen Hordak, aufwuchs, weswegen sie dieser den Rücken kehrt und der unter anderem aus Prinzessinnen bestehenden Rebellion beitritt, die gegen die Horde kämpft. Zwar wurden das Grundkonzept, die Charaktere und einige Elemente wie Adoras Satz For the honor of Grayskull! von der alten Serie übernommen, allerdings wurden ihre Hintergrundgeschichten und Charaktereigenschaften zum großen Teil verändert. Stevenson war neben seiner Tätigkeit als Autor auch als Showrunner und Executive Producer an der Produktion der Serie beteiligt, zudem leiht er der Figur Spinnerella seine Stimme.
Im März 2020 erschien Stevensons Autobiografie The Fire Never Goes Out, in der er mittels Zeichnungen und Tagebucheinträgen die schulischen, beruflichen und privaten Erfahrungen sowie Eindrücke seiner späten Teenager-Jahren bis zur Gegenwart schilderte. Am 11. Oktober desselben Jahres wurde in einer Ausgabe des O, The Oprah Magazine, das zur Hearst Corporation gehört und von Oprah Winfrey gegründet wurde, anlässlich des Coming Out Day ein von Stevenson gezeichneter Comic veröffentlicht. In diesem beschrieb er den Weg zur persönlichen Akzeptanz seiner sexuellen Orientierung und Geschlechtsidentität sowie seinen Versuch, die ihm durch sein evangelikales Umfeld zugewiesenen, stereotypen Geschlechterrollen zu durchbrechen. Im selben Monat wurde verkündet, dass Stevenson einen auf Lumberjanes basierenden Fernsehfilm und eine dazugehörige Fernsehserie entwickelt, die auf HBO Max erscheinen sollen. Stevenson wird bei diesen auch als Drehbuchautor, Executive Producer und Regisseur fungieren.
Seit Oktober 2021 veröffentlicht Stevenson per Substack die Comic-Serie I’m Fine I’m Fine Just Understand. Die einzelnen Geschichten handeln dabei meistens von Stevensons persönlichen Erfahrungen mit den Themen Geschlechtsidentität und psychische Gesundheit. Im Februar 2022 veröffentlichte Stevenson auf seinem offiziellen Twitter-Account einen auf Star Wars: Episode II – Angriff der Klonkrieger und Das Buch von Boba Fett basierenden Fan-Comic mit dem Titel This Place Was Home. Stevenson brachte kurze Zeit auf seinem Substack-Account eine kurze Comic-Reihe namens The Book of Boba Fett heraus. Ein Handlungselement war die Vergangenheit zwischen der Titelfigur und Zam Wesell, einer Kopfgeldjägerin und reptilienartigen Gestaltenwandlerin aus Star Wars: Episode II – Angriff der Klonkrieger. Stevenson erwähnt letztere häufig in Interviews über seine Arbeit, so sei die Figur Double Trouble aus She-Ra eine Hommage an Zam.
Stevenson fungierte als Berater für die gleichnamige Verfilmung von Nimona, die im Juni 2023 veröffentlicht wurde. In einem Interview anlässlich der Veröffentlichung erklärte Stevenson, dass die Hauptfigur von den Gestaltenwandlerinnen Carrie Kelley aus den Batman-Comics sowie Zam Wesell inspiriert worden sei. Im selben Gespräch erwähnte er, an Romanen über die Vorgeschichte von Nimona zu arbeiten.

## Bibliografie (Auswahl)
- Adventure Time with Fionna & Cake #1. BOOM! Studios, Los Angeles 2013, ISBN 978-1-60886-338-9 (Geschichte The Sweater Bandit).
- Lumberjanes Vol. 1: Beware the Kitten Holy. BOOM! Studios, Los Angeles 2015, ISBN 978-1-60886-687-8.
- Lumberjanes Vol. 2: Friendship to the Max. BOOM! Studios, Los Angeles 2015, ISBN 978-1-60886-737-0.
- Runaways Vol. 1–4. Marvel, New York 2015, ISBN 978-1-302-48371-5 (Autor).
- Sensation Comics Featuring Wonder Woman Vol. 2. DC, New York 2015, ISBN 978-1-4012-5862-7 (Zeichner Geschichte Wonder World, zusammen mit James Tynion IV).
- Sleepy Hollow Vol. 1–4. BOOM! Studios, Los Angeles 2015, ISBN 978-1-60886-734-9.
- Thor Vol. 2: Who Holds the Hammer? Marvel, New York 2015, ISBN 978-0-7851-9785-0 (Autor Geschichte Thor, zusammen mit Marguerite Sauvage).
- Lumberjanes Vol. 3: A Terrible Plan. BOOM! Studios, Los Angeles 2016, ISBN 978-1-60886-803-2.
- Lumberjanes Vol. 4: Out of Time. BOOM! Studios, Los Angeles 2016, ISBN 978-1-60886-860-5.
- Lumberjanes Vol 5: Band Together. BOOM! Studios, Los Angeles 2016, ISBN 978-1-60886-919-0.
- Nimona. Splitter, Bielefeld 2016, ISBN 978-3-95839-960-0 (aus dem Englischen von Gerlinde Althoff, Original HarperCollins, 2015).
- The Fire Never Goes Out: A Memoir in Pictures. HarperCollins, New York 2020, ISBN 978-0-06-227827-2.

## Filmografie
- 2014: Bravest Warriors (Fernsehserie, Drehbuch, Folge 2x09)
- 2015: Sie nannten ihn Wander (Wander Over Yonder, Fernsehserie, Drehbuch, 22 Folgen, 6 Kurzfolgen)
- 2017: Rapunzel – Die Serie (Tangled: The Series, Fernsehserie, Drehbuch, Folge 1x02)
- 2017: Lego Star Wars: Die Abenteuer der Freemaker (Lego Star Wars: The Freemaker Adventures, Fernsehserie, Drehbuch, Folge 2x04)
- 2017: DuckTales (Fernsehserie, Drehbuch, 2 Folgen)
- 2017–2022: Critical Role (Webserie, Teilnehmer, 5 Folgen)
- 2018: Baymax – Robowabohu in Serie (Big Hero 6: The Series, Fernsehserie, Drehbuch, Folge 1x05)
- 2018–2020: She-Ra und die Rebellen-Prinzessinnen (She-Ra and the Princesses of Power, Fernsehserie, Idee, Drehbuch, Sprecher)
- 2023: Nimona (Stimme von Kwispy Dwagon)

## Auszeichnungen und Nominierungen
Andre Norton Award
- 2015: Nominierung in der Kategorie Bestes Jugendbuch im Bereich Science Fiction / Fantasy, für Nimona[43]

Annie Award
- 2021: Nominierung in der Kategorie Bestes Drehbuch einer Kinder-Fernsehserie, für She-Ra und die Rebellen-Prinzessinnen[44]

Cartoonist Studio Prize
- 2012: Auszeichnung in der Kategorie Bester Webcomic des Jahres, für Nimona[45]

Eisner Award
- 2015: Auszeichnung in der Kategorie Beste neue Reihe, für Lumberjanes (zusammen mit Shannon Waters, Grace Ellis und Brooklyn A. Allen)[46]
- 2015: Auszeichnung in der Kategorie Beste Veröffentlichung für Jugendliche, für Lumberjanes (zusammen mit Shannon Waters, Grace Ellis und Brooklyn A. Allen)[46]
- 2015: Nominierung in der Kategorie Bester Webcomic, für Nimona[47]
- 2016: Auszeichnung in der Kategorie Bester Nachdruck einer Graphic Novel, für Nimona[48]

GLAAD Media Award
- 2016: Auszeichnung in der Kategorie Bester Comic, für Lumberjanes (zusammen mit Shannon Waters und Kat Leyh)[49]

Harvey Award
- 2016: Auszeichnung in der Kategorie Beste Publikation für junge Leser, für Lumberjanes (zusammen mit Shannon Waters und Grace Ellis)[50]

- 2022: Nominierung in der Kategorie Digitales Buch des Jahres, für I’m Fine I’m Fine Just Understand[51]

Hugo Award
- 2021: Nominierung in der Kategorie Beste Episode einer Drama-Fernsehserie, für She-Ra und die Rebellen-Prinzessinnen[52]

National Book Award
- 2015: Finalist im Bereich Jugendliteratur, für Nimona[53]